# Burmannia (Burmanniaceae)
Chi Cào cào (danh pháp khoa học: Burmannia) là một chi của khoảng 60 loài thực vật có hoa mà trong một thời gian dài người ta cho là có quan hệ họ hàng với các loài lan, nhưng các nghiên cứu gần đây cho thấy chúng có quan hệ họ hàng gần hơn hoặc là với Dioscoreales hoặc là với Melanthiales. Các loài này là thực vật thân thảo, tự dưỡng (quang hợp) một phần, nhưng một phần là ký sinh trên các loại nấm đất.
Burmannia là bản địa khu vực nhiệt đới và cận nhiệt đới châu Phi, miền đông châu Á, Australia và Tây bán cầu. Có 3 loài được cho là bản địa của Hoa Kỳ:

## Các loài[1]
1. Burmannia alba - Brasil, Paraguay.
2. Burmannia aprica - Nam Brasil.
3. Burmannia australis - Brasil, Paraguay, Bolivia.
4. Burmannia bengkuluensis[9] - Sumatra.
5. Burmannia bicolor - Cuba, bắc Nam Mỹ.
6. Burmannia bifaria - Java
7. Burmannia biflora - Virginia tới Texas; Cuba
8. Burmannia candelabrum - Ấn Độ, Assam, Bangladesh
9. Burmannia candida – Thái Lan, Myanma, Sumatra
10. Burmannia capitata - Bắc Carolina tới Texas, Tây Ấn, nam Mexico, Trung Mỹ, Nam Mỹ.
11. Burmannia championii – Nam, đông, đông nam châu Á, New Guinea
12. Burmannia chinensis - Đông Ấn Độ, Đông Dương, Trung Quốc, Lưu Cầu.
13. Burmannia cochinchinensis: Cào cào Nam Bộ - Việt Nam
14. Burmannia coelestis: Cào cào xanh - Nam, đông, đông nam châu Á, New Guinea, bắc Australia, Micronesia.
15. Burmannia compacta - Nam Venezuela.
16. Burmannia connata – Sumatra.
17. Burmannia cryptopetala – Đông Á.
18. Burmannia damazii – Trung và đông nam Brasil.
19. Burmannia dasyantha - Colombia, Venezuela.
20. Burmannia disticha: Cào cào song dính, cỏ cào cào - Nam, đông, đông nam châu Á, New Guinea, bắc Australia.
21. Burmannia engganensis – Đảo Enggano ở Tây Indonesia.
22. Burmannia filamentosa – Quảng Đông (Trung Quốc).
23. Burmannia flava - Nam Florida, Chiapas, Cuba, Trung Mỹ và Nam Mỹ.
24. Burmannia foliosa - Nam Venezuela.
25. Burmannia geelvinkiana - Tây New Guinea.
26. Burmannia gracilis - Nam Thái Lan, tây Malaysia.
27. Burmannia grandiflora - Colombia, trung Brasil.
28. Burmannia hexaptera - Cameroon, Gabon.
29. Burmannia indica – Nam Ấn Độ.
30. Burmannia itoana – Trung Quốc, Nhật Bản.
31. Burmannia jonkeri - Mato Grosso, Goiás.
32. Burmannia juncea – Bắc Australia.
33. Burmannia kalbreyeri – Trung Mỹ, tây bắc Nam Mỹ.
34. Burmannia larseniana – Thái Lan.
35. Burmannia latialata – Nhiệt đới châu Phi.
36. Burmannia ledermannii - New Guinea, Palau.
37. Burmannia longifolia
38. Burmannia luteoalba: Cào cào vàng trắng – Đảo Phú Quốc (Việt Nam), Campuchia.
39. Burmannia lutescens - Malaysia, Indonesia, Papuasia.
40. Burmannia madagascariensis - Madagascar, Mauritius, trung và nam châu Phi.
41. Burmannia malasica - Nam Thái Lan, đông nam Kalimantan.
42. Burmannia micropetala - New Guinea.
43. Burmannia nepalensis - Himalaya, đông và đông nam châu Á.
44. Burmannia oblonga: Cào cào dài xẻ, cào cào chẻ hai – Hải Nam, Đông Dương, bắc Sumatra.
45. Burmannia polygaloides - Nam Venezuela, tây bắc Brasil.
46. Burmannia pusilla: Cào cào nhỏ - Ấn Độ, Sri Lanka, Việt Nam, Campuchia.
47. Burmannia sanariapoana - Nam Venezuela.
48. Burmannia sphagnoides - Tây Malaysia, Sumatra, tây Borneo.
49. Burmannia steenisii - Java
50. Burmannia stricta - Nam Ấn Độ.
51. Burmannia stuebelii – Bắc Peru
52. Burmannia subcoelestis: Cào cào gần nao - Campuchia, Lào, Việt Nam.
53. Burmannia tenella – Bắc và trung Nam Mỹ.
54. Burmannia tenera - Goiás, São Paulo.
55. Burmannia tisserantii – Cộng hòa Trung Phi.
56. Burmannia vaupesiana - Colombia
57. Burmannia wallichii: Cào cào wallich - Ấn Độ, Đông Dương, Trung Quốc.

## Thư viện ảnh

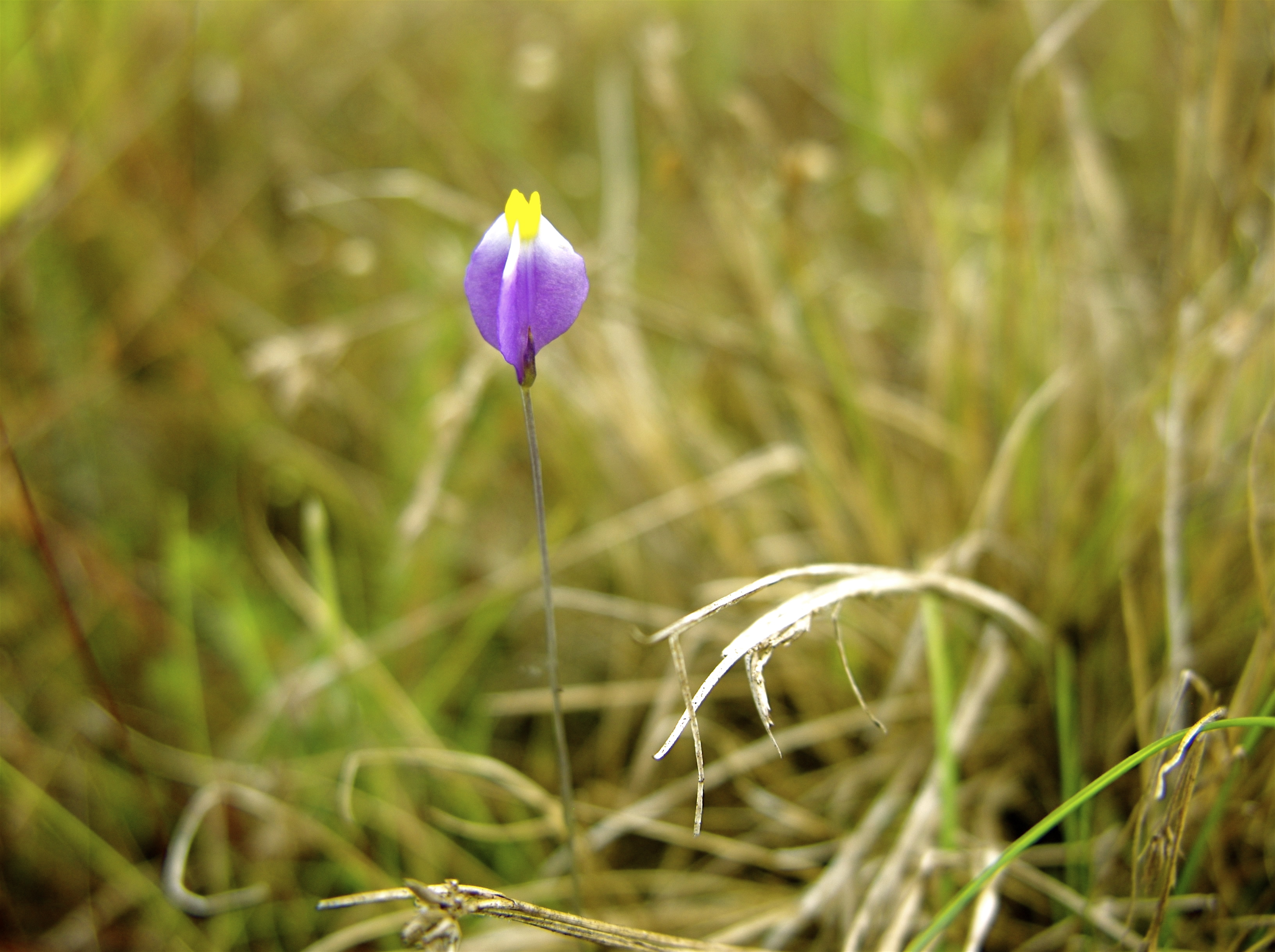
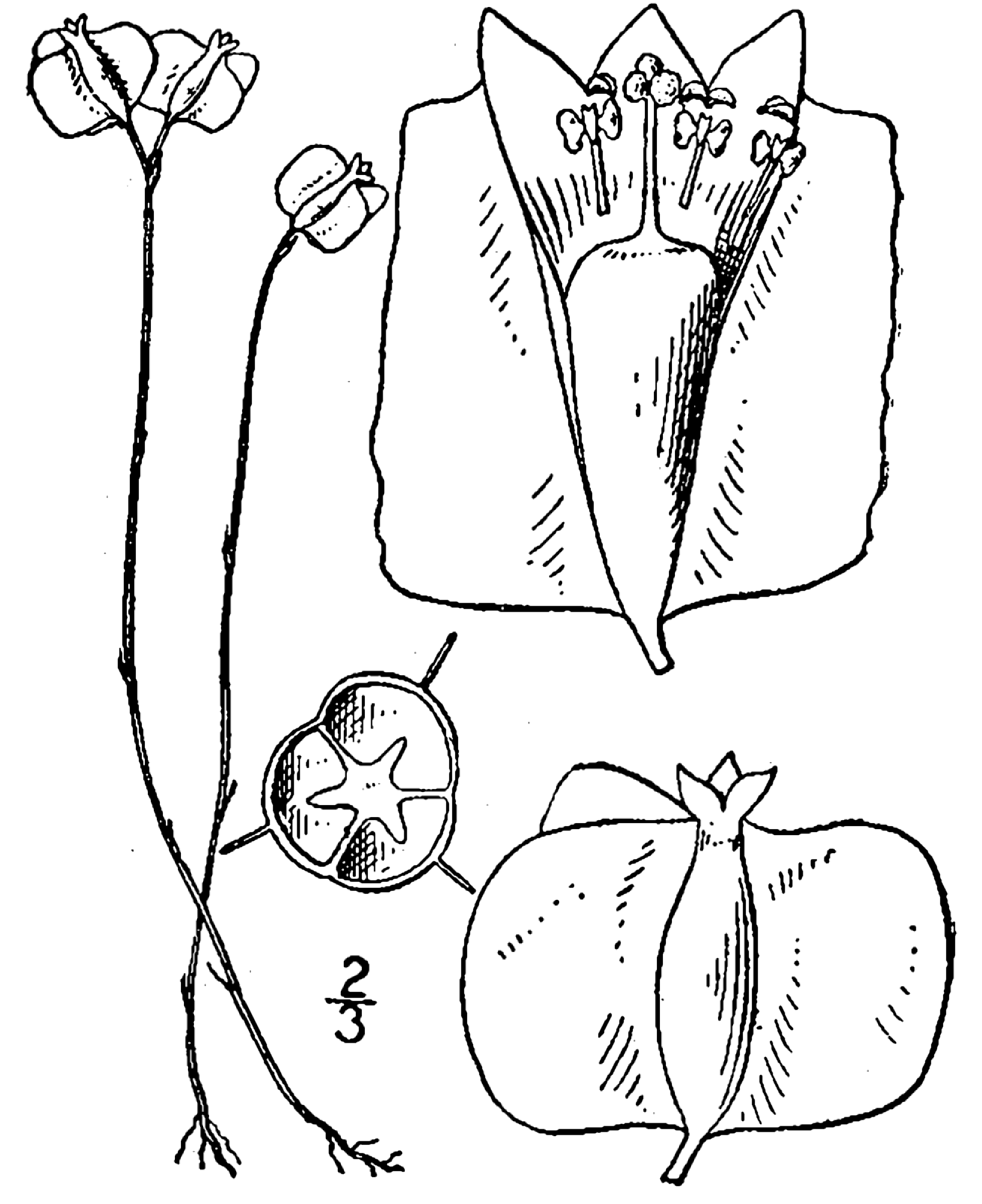
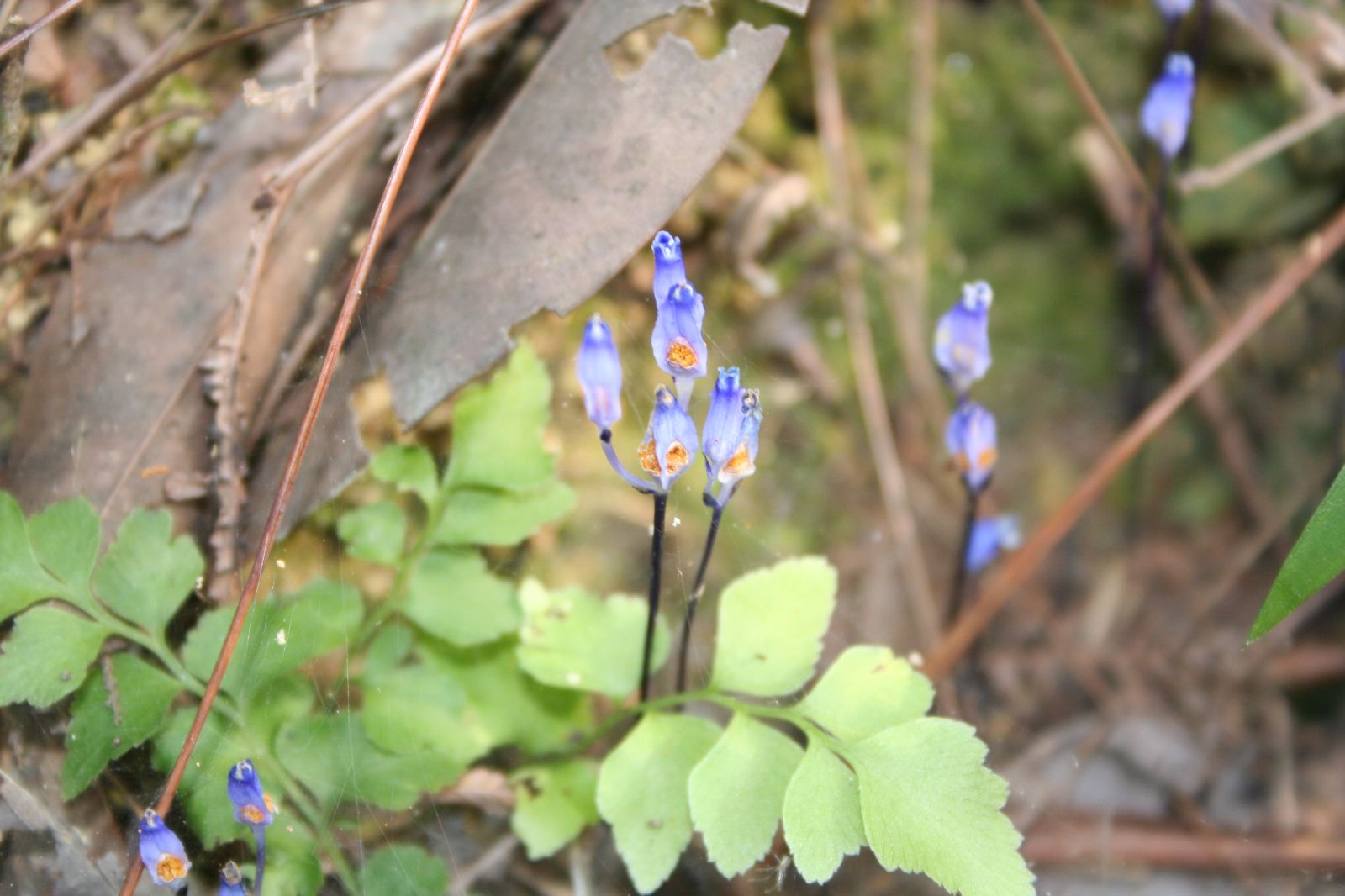
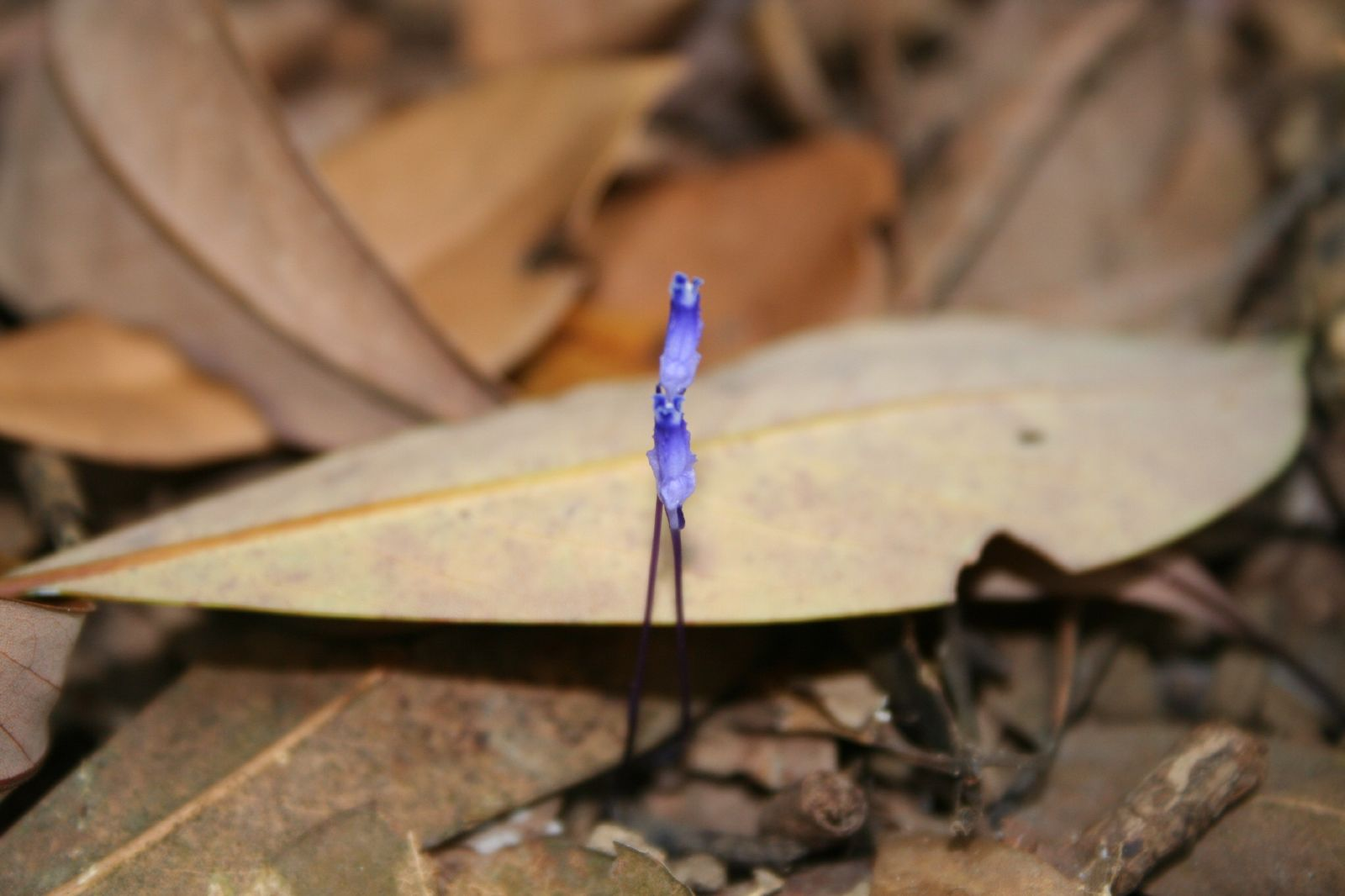